# Geodorum densiflorum
Geodorum densiflorum är en orkidéart som först beskrevs av Jean-Baptiste de Lamarck, och fick sitt nu gällande namn av Rudolf Schlechter. Geodorum densiflorum ingår i släktet Geodorum och familjen orkidéer. Inga underarter finns listade i Catalogue of Life.

## Bildgalleri

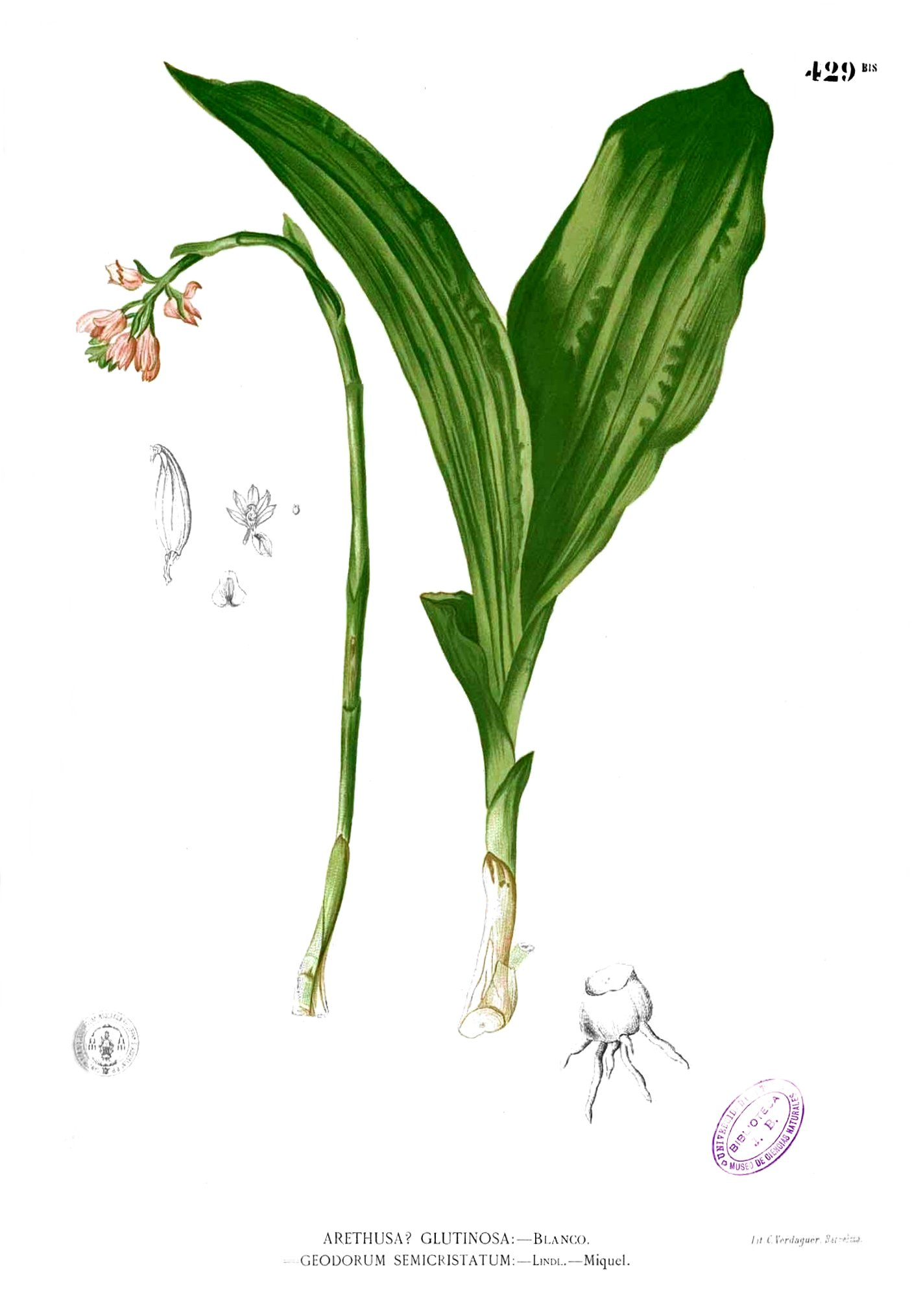